# Скотт, Уинфилд
Уинфилд Скотт (англ. Winfield Scott; 13 июня 1786, Лаурел Бранч, Виргиния — 29 мая 1866, Уэст-Пойнт, штат Нью-Йорк) — американский генерал, дипломат и политик, Главнокомандующий армии США с 1841 г. по 1861 г.

## Ранние годы
Уинфилд Скотт родился в семье фермера-плантатора среднего достатка, ветерана Войны за независимость США и офицера ополчения. Рано осиротел. 
Получил юридическое образование в колледже Вильгельма и Марии. Также изучал право в офисе адвоката Дэвида Робинсона и в качестве ученика последнего присутствовал на суде над обвинённом в измене Аароном Берром. Скотт был принят в коллегию адвокатов в 1806 году и работал адвокатом в Динвидди. Попытался начать юридическую практику в Южной Каролине, но не смог получить лицензию, поскольку не соответствовал требованию штата о годичном проживании. 
Состоял в милиции (ополчении) родного штата Виргиния, где дослужился до звания капрала кавалерии.

## В армии США

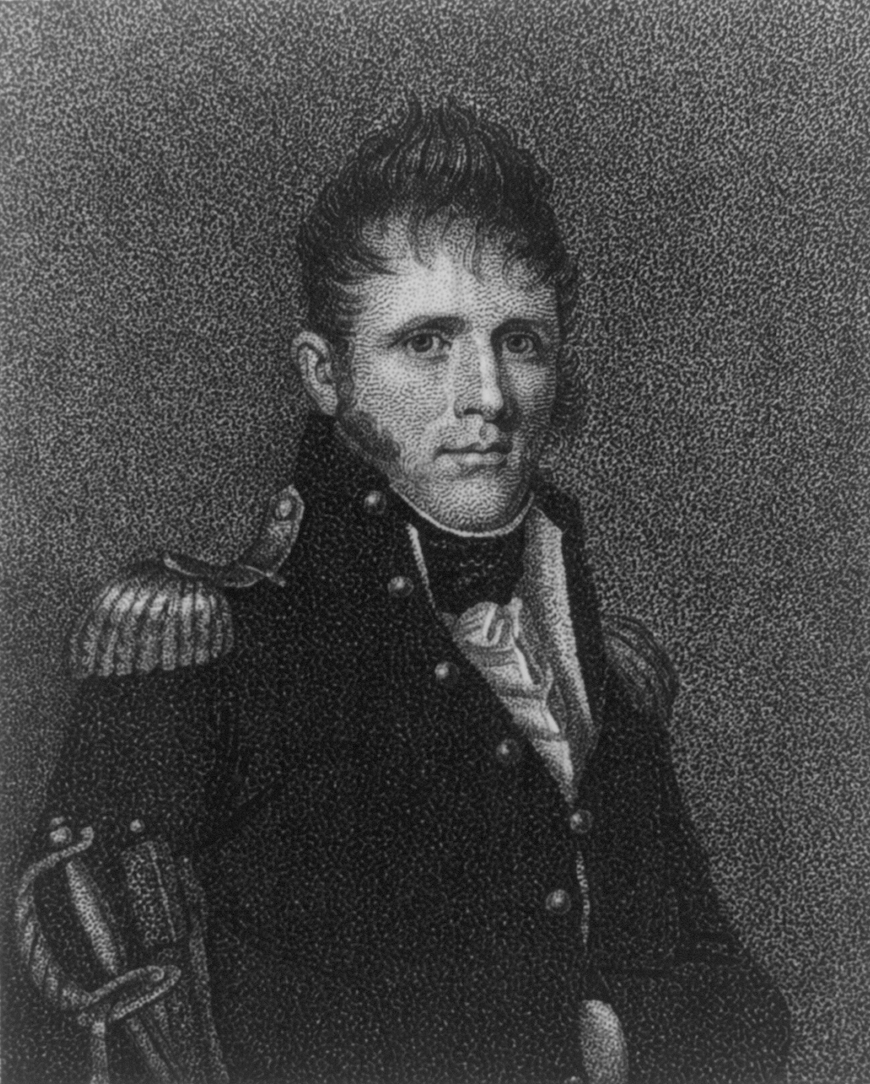
Уинфилд Скотт в 1814 году

В 1808 году поступает в армию США в звании капитана артиллерии. В чине подполковника воюет в англо-американской войне 1812 года. Участник сражения 13 октября 1812 года при Куинстоновских высотах, в котором американские войска потерпели тяжёлое поражение. В этой битве Уинфилд Скотт попадает в плен, из которого был освобождён в 1813 году в результате обмена военнопленными.
В марте 1813 года ему присваивается звание полковника, в мае того же года он участвует во взятии форта Сент-Джордж в Канаде. Остро критиковал армейское руководство за неумелое командование во время похода американской армии на Ниагарский полуостров, окончившийся для американцев очередным тяжёлым поражением. В марте 1814 году президентом Джеймсом Мэдисоном Скотту присваивается звание бригадного генерала, он назначается командующим армейской бригады, находящейся в городе Буффало. Во главе этой бригады самый молодой генерал американской армии участвует в июле 1814 года во вторжении в Канаду — этой последней попытке США присоединить к себе северную английскую колонию. Во главе отряда в 2000 человек Уинфилд Скотт наносит 5 июля поражение под Чиппева английским войскам под командованием генерал-майора Финеаса Риалла. Впрочем, американцы не смогли правильно распорядиться плодами своей победы, и 25 июля 1814 года они были наголову разбиты англичанами в сражении при Ландис-Лейн. Бригада Уинфилда Скотта была практически полностью уничтожена, сам он — тяжело ранен, выздоровев лишь после окончания войны.
После подписания мира и возвращения в строй генерал Скотт прилагает огромные усилия к реформированию и модернизации вооружённых сил США, к повышению образовательного уровня офицерства. Многие прославленные генералы и офицеры Гражданской войны в США (например, генерал Ли) прошли через эту его школу.
В 1817 году Уинфилд Скотт женится на Марии Майо, девушке из богатой и старинной виргинской семьи. В то же время Уинфилд Скотт, обладавший неуравновешенным и агрессивным характером, нажил себе немало врагов. С Эндрю Джексоном, будущим 7-м президентом США, у него была даже назначена дуэль, отменённая в самый последний момент по взаимному согласию.
Уинфилд Скотт участвовал во многих индейских войнах — в 1832 году он командует войсками в так называемой войне Чёрного Ястреба, воюет во Флориде во время Второй войны с семинолами (1835—1842), в 1838 году руководит депортацией индейцев-чероки из Джорджии в Оклахому (по так называемой дороге слёз). При этом в пути, в связи с нечеловеческими условиями содержания, скончались более 4000 индейцев. Хотя Уинфилд Скотт и разделял расистские взгляды своих современников по отношению к неграм и индейцам, всё же дальнейшее «переселение» он проводить отказался, что вызвало в его адрес ожесточённую критику в правящих кругах страны.
В 1832 году генерал участвует в операции по вводу войск в штат Южная Каролина в связи с мощным сепаратистским там движением (Нуллификационный кризис). В марте 1839 года он замиряет конфликтующие штат Мэн и канадскую провинцию Нью-Брансуик (Арустукская война).
В 1841 году Уинфилду Скотту присваивается звание генерал-майора и он становится главнокомандующим армии США.

## Мексиканская война

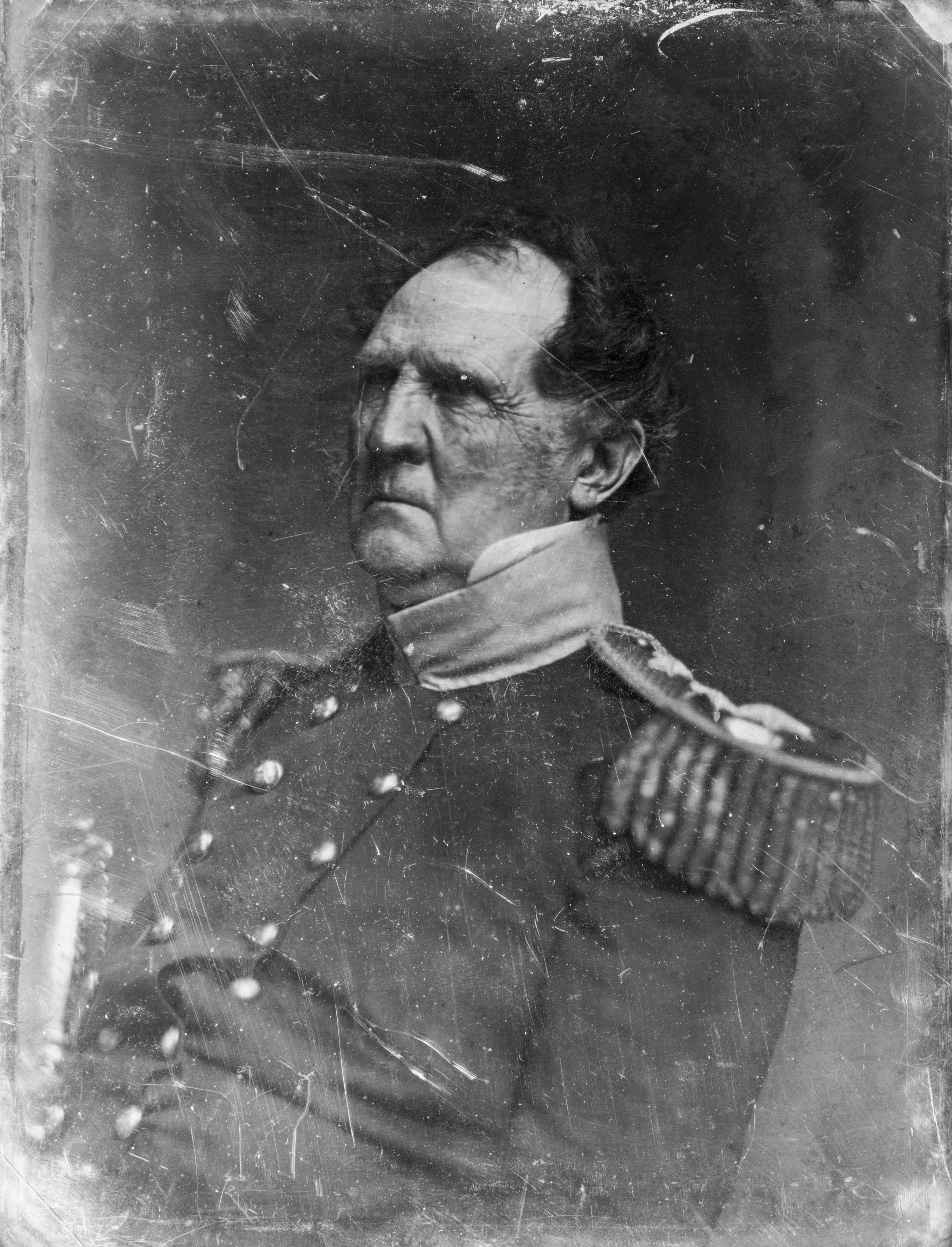
Уинфилд Скотт в 1849 году

Во время американо-мексиканской войны (1846—1848) он руководит южной армией. Высадившись у города Веракрус, он 27 марта 1847 года берёт город и идёт походом по тропе Кортеса на Мехико. 18 апреля 1847 года в битве у Серро-Гордо Скотт разбивает мексиканскую армию под командованием президента Мексики генерала Антонио Лопес де Санта-Анна. 19 и 20 августа того же года он вновь разгромил мексиканцев в двух сражениях — в битве при Контрерас и в битве при Чурубуско, после чего дорога на столицу Мексики для американцев была открыта. После безрезультатных переговоров с мексиканцами войска Скотта 8 сентября, после кровопролитного сражения при Молино-дель-Рей заняли вражеские позиции, прикрывавшие Мехико. 13 сентября, после двухдневных боёв, была взята мексиканская крепость Чапультепек; при этом были повешены Скоттом 10 бывших военнослужащих США — ирландцев, служивших в мексиканском батальоне Святого Патрика и захваченных в плен американцами (что вызвало бурную полемику среди американской общественности). 
После ряда кровопролитных схваток 15 сентября американские войска вступили в Мехико, откуда Санта-Анна вывел свои части. Будучи военным комендантом мексиканской столицы, генерал Скотт не допускал никаких грабежей и бесчинств со стороны американских солдат, чем оставил о себе среди мексиканцев добрую память. Однако вследствие политических обстоятельств в США (того, что Уинфилд Скотт был членом оппозиционной Партии вигов) он был снят с поста коменданта. Против генерала также начали судебный процесс о превышении им власти, окончившийся ничем. В результате Уинфилд Скотт за успешные и решительные военные действия и умелое руководство войсками был награждён золотой медалью Конгресса.

## Президентская кампания
В 1848 году Уинфилд Скотт выставляет свою кандидатуру на выборах на пост президента Соединённых Штатов, однако его партия предпочитает поддержать другого полководца Мексиканской войны, Закарию Тейлора, который и становится президентом.
Через 4 года Скотт становится официальным кандидатом от Партии вигов, но проигрывает выборы кандидату от Демократической партии Франклину Пирсу. Причиной поражения стали различные факторы — сдержанная позиция Скотта по вопросу о сохранении рабства, что стоило ему немало голосов на американском Юге и, с другой стороны — в целом позитивная позиция по этому вопросу в программе вигов — «украла» у него часть голосов на Севере. К тому же Франклин Пирс был также одним из героев Мексиканской войны. Уинфилд Скотт сумел набрать больше голосов, чем его противник, лишь в 4 штатах (Небраске, Кентукки, Массачусетсе и в Вермонте). Соотношение же поданных голосов по стране составило 51 % к 44 % в пользу Пирса.
Несмотря на поражение на выборах, генерал Уинфилд Скотт пользовался большой популярностью у американцев и, благодаря своему тщеславию, неуживчивости с начальством и большим росту и весу (генерал был высотой в 2 метра и толст), стал постоянным героем многочисленных анекдотов, шаржей и карикатур. В ознаменование его заслуг в 1855 году Уинфилду Скотту — второму в американской истории после Джорджа Вашингтона — было присвоено Конгрессом воинское звание генерал-лейтенанта.

## Гражданская война

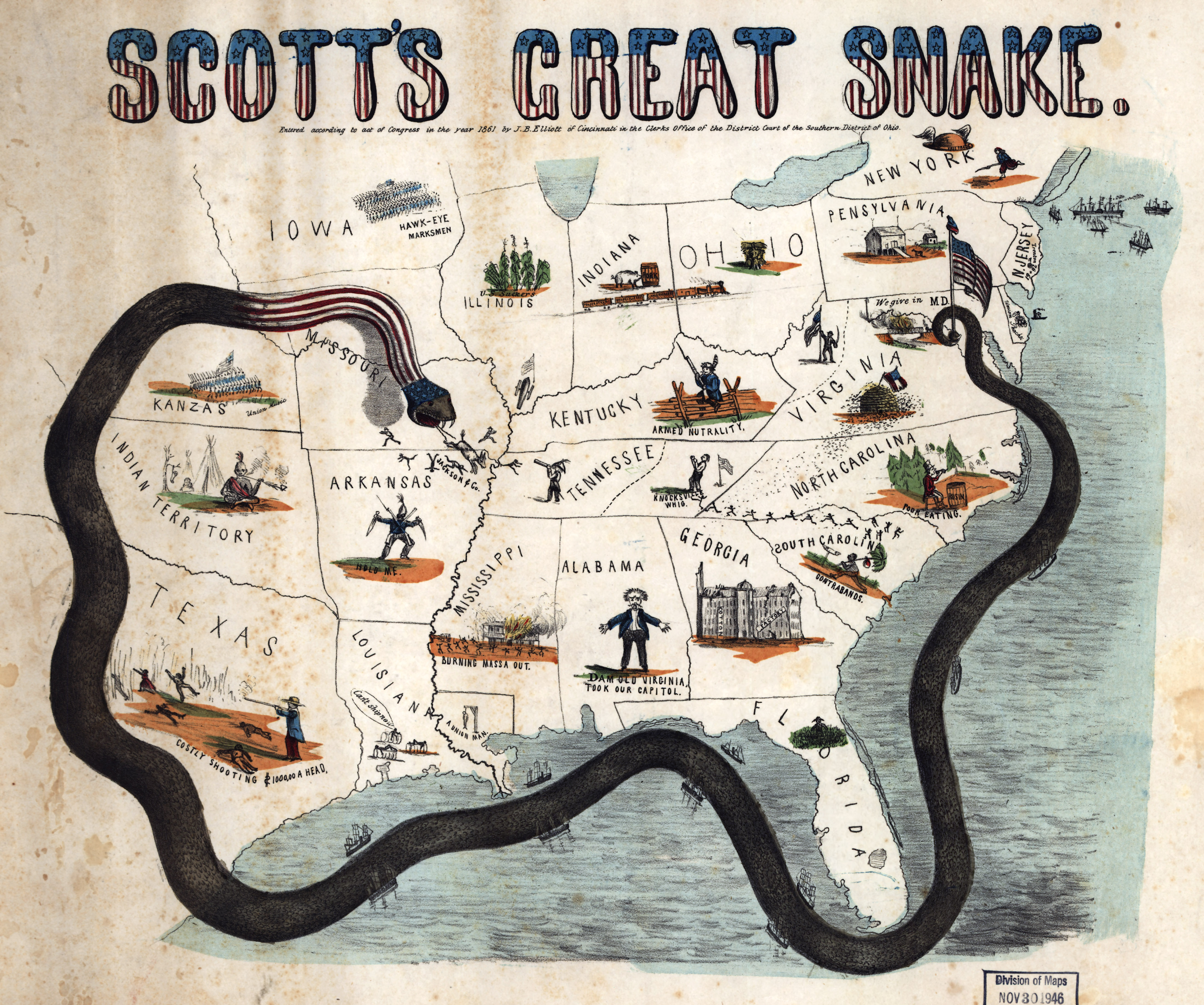
План «Анаконда» У. Скотта

Во время Гражданской войны в США Уинфилд Скотт, хоть он и был выходцем с американского Юга, остался верен Федерации. Предвидя, в отличие от большинства политиков и военных Севера, что начавшаяся война будет затяжной и кровопролитной, Скотт разработал особый план ведения военных действий, основанный на постепенном занятии территории южан, в первую очередь крупных центров на Миссисипи, Атлантическом побережье и побережье Мексиканского залива с последующим продвижением в сторону Атланты. Однако этот план «Анаконда» вызвал всеобщее недоумение и насмешки ожидавших скорой победы деятелей из Вашингтона. Когда он просочился в прессу, то был высмеян большинством газет северян, выступавших за немедленное нападение на Конфедерацию. 
Поскольку Скотт был слишком стар для командования на поле боя, Линкольн выбрал для руководства основной армией Союза на восточном театре военных действий генерала Ирвина Макдауэлла, которого Скотт считал неопытным и лишённым воображения. Хотя Скотт советовал дать больше времени на подготовку, Линкольн приказал начать наступление на столицу Конфедерации Ричмонд, однако южане нанесли Союзу крупное поражение, положив конец всякой надежде на быстрое окончание войны. Макдауэлл принял на себя основной удар публичной критики за поражение при Булл-Ране, но Скотт, который помогал планировать битву, также подвергся нападкам. Вскоре больной Скотт 1 ноября 1861 года уходит в отставку. Его преемником на посту командующего становится интриговавший против него генерал Джордж Бринтон МакКлеллан, новый командующий Потомакской армией северян.

## В отставке

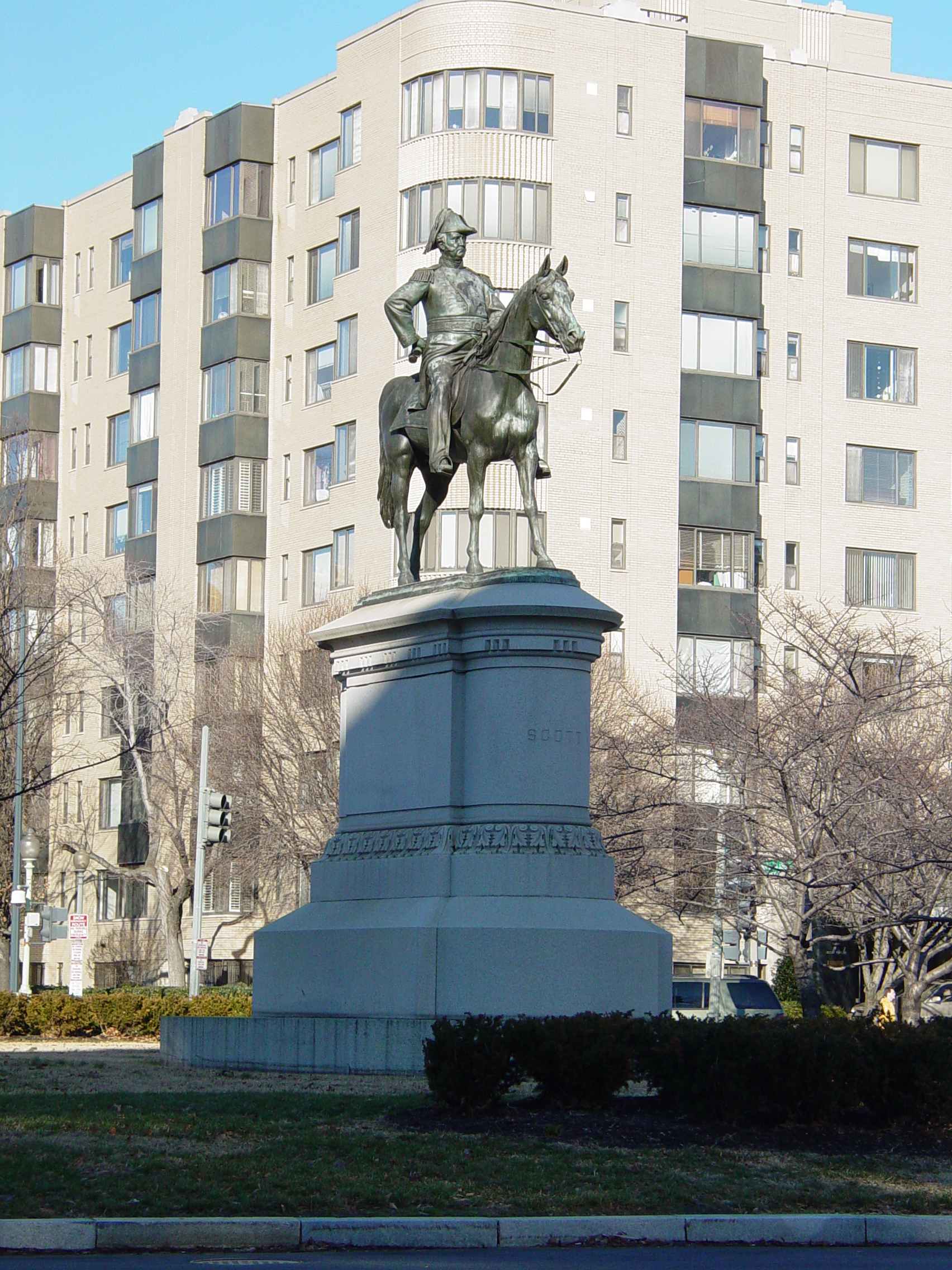
Памятник У. Скотту в Вашингтоне

Уйдя в отставку, генерал внимательно следит за продолжающейся гражданской войной, пишет мемуары и совершает путешествие по Европе со своей дочерью и зятем. Он часто болел и страдал от подагры, водянки, ревматизма и головокружения. 23–24 июня 1862 года президент Линкольн совершил необъявленный визит к Скотту в Вест-Пойнт, где провёл пять часов, консультируясь с генералом по вопросам ведения войны и кадрового состава военного министерства. Скотт ещё застал то время, когда разработанный им план военных действий Анаконда показал себя единственно правильным в реальных условиях Гражданской войны и был осуществлён генералами Шерманом и Грантом (которому в 1864 году Скотт отправил копию своих недавно опубликованных мемуаров с посвящением «от старейшего генерала — величайшему»).

## Кинематограф
- «Они умерли на своих постах» (англ. They Died with Their Boots On, дословный перевод: «Они умерли в сапогах») — в биографическом фильме о Джордже Армстронге Кастере показан как человек, сыгравший в судьбе главного героя немаловажную роль.